# 神田勇哉
神田 勇哉（かんだ ゆうや、1984年 - ）は、日本のフルート奏者。Magnum Trioメンバー
長野県松本市生まれ。7歳より居石ひとみの許でフルートを始め、長野県松本美須々ヶ丘高等学校を経て、東京芸術大学を首席で卒業、パリ地方音楽院にて研鑽を積む。
現在は東京フィルハーモニー交響楽団首席奏者。
ヴァンサン・リュカ、工藤重典、金昌国、中野富雄、神田寛明、木ノ脇道元に師事。
これまでにアンサンブルofトウキョウ、藝大フィルハーモニア、N響室内楽等と共演。

## 賞歴
- 第55回学生音楽コンクール高校部門東京大会第2位
- 第14回全日本クラシック音楽コンクールフルート部門優勝
- 第12回日本フルートコンベンションコンクール優勝
- 第17回日本木管コンクール第3位
- 第12回びわ湖国際フルートコンクール入賞
- 第15回コンクール・ジュヌフルーティスト優勝
- 第21回日本木管コンクールフルート部門入賞
- 第1回三田ユネスコフルートコンクール第2位
- 吉田雅夫賞、安宅賞、アカンサス賞